# Skalka (Böhmerwald)
Die Skalka (deutsch Kleine Riegeln) ist ein 1238 m n.m. hoher Berg in Tschechien. Er liegt drei Kilometer südlich von Prášily im Böhmerwald nahe der Grenze zu Bayern.

## Lage und Umgebung
Die Skalka ist der nördliche Gipfel des Poledník-Kammes. Der mit Fichtenwald bestandene markante schmale Felsvorsprung fällt nach Westen hin steil zum Tal des Prášilský potok (Stubenbach) und seines Zuflusses Smrkový potok/Hochfichtenbachl ab; dahinter erheben sich im Bayerischen Wald der Schachtenhausriegerl (1168 m ü.NN) und der Scheuereckberg (1193 m ü.NN). Am Südosthang befindet sich unterhalb einer Felswand der Karsee Prášilské jezero (Stubenbacher See); der darin entspringende Jezerní potok (Seebach) bildet östlich des Berges zum Jezerní hřbet (Seekamm) hin ebenfalls ein tief eingeschnittenes Tal. Südlich erhebt sich der Poledník (Mittagsberg, 1315 m n.m.), südöstlich der Předěl (Große Riegeln, 1238 m n.m.). Aus dem zum Ždánidla (Steindlberg, 1309 m n.m.) hin abfallenden Nordwesthang ragt die Felskuppe Na kbelíku (Am Hübel, 1081 m n.m.).
Am nördlichen Fuß der Skalka liegen die Wüstungen Dolní Ždánidla (Untersteindlberg), Gruberg und Tremmeln, nordöstlich die Wüstungen Slunečná (Sonnberg) und Jezerní (Seeberg), im Osten die Wüstungen Nová Studnice (Neubrunn) und Zelenohorská Huť (Grünbergerhütte), südwestlich Schachtenhaus, im Westen die Wüstung Pomezí (Gsenget) sowie nordwestlich die Wüstung Horní Ždánidla (Obersteindlberg).

## Beschreibung
Die Skalka liegt in der Kernzone des Nationalparkes Šumava und ist nicht zugänglich. Auf ihrem Gipfel befindet sich ein geodätischer Punkt. Durch die Täler des Jezerní potok und des Prášilský potok führt der rot markierten Wanderweg von Prášily aus um die Skalka. Der grün markierte Grenzweg von der Frantův most (Franzlbrücke) am Gsenget zum Poledník ist nur von Juli bis November freigegeben.
Von 1950 bis 1991 befand sich die Skalka im Sperrgebiet des Truppenübungsplatzes Dobrá Voda, die kleinen Ortschaften um den Berg wurden in dieser Zeit zerstört. 
Geomorphologisch wird der Berg der Böhmerwald-Untereinheit Šumavské pláně, Gebiet Kvildské pláně, Untergebiet Prášilské pláně zugeordnet.